# Imperio Argentina
Magdalena Nile del Río (Buenos Aires, 26 de desembre de 1906 - Torremolinos, 22 d'agost de 2003), de nom artístic Imperio Argentina, va ser una actriu, cantant i ballarina hispano-argentina.

## Vida i carrera

### Orígens
La seva mare era Rosario del Río, nascuda a la localitat de Monda, província de Màlaga, filla d'un jutge. Rosario, amant de la música, del ball i del teatre, va assistir a algunes classes d'interpretació de José Tallaví al Conservatori de Màlaga. Per conflictes amb el seu germà, amb 14 anys va emigrar de forma clandestina en el celler d'un vaixell que va salpar del port de Màlaga cap a Buenos Aires. A Buenos Aires va ser detectada com a polissó i, en lloc de ser deportada, les autoritats van deixar que se'n fessin càrrec les famílies de la nodrida colònia d'espanyols de la ciutat. Allí, Rosario va treballar en una fàbrica de cigarrets i, amb el temps, van emigrar des de Màlaga quatre dels seus germans. El seu pare era Antonio Nile, nascut a Gibraltar, mecànic de professió i també gran aficionat a la música. Antonio va conèixer Rosario en una festa a Buenos Aires.
Magdalena va néixer al popular barri porteny de San Telmo. Des de molt petita va començar a cantar i a ballar. Familiarment era anomenada Malena. El 1912 va néixer la seva germana Asunción.
Des de molt petita acompanyava el seu pare als cafès que freqüentava i on s'impregnà de l'ambient artístic. La seva mare també encoratjava la seva vocació i la portava a actuacions de cantants que passaven per Buenos Aires, com ara Pastora Imperio. Com que havia cantat i ballat des de la seva joventut, va impressionar amb el seu talent a Pastora al Teatro Comedia i es van fer amigues.

### Primers anys com a artista
Va debutar el 1916 al teatre San Martín de Buenos Aires, en un festival benèfic organitzat pel naufragi del vapor Príncipe de Asturias, ocorregut prop del Brasil, en què havien mort 300 persones. Aquest mateix any va fer un viatge amb la seva mare a Màlaga per a percebre la seva part de l'herència del seu avi.
El nom artístic que va adoptar en la seva joventut va ser el de Petite Imperio. En aquells dies era habitual que les artistes fessin servir paraules franceses en els seus noms.

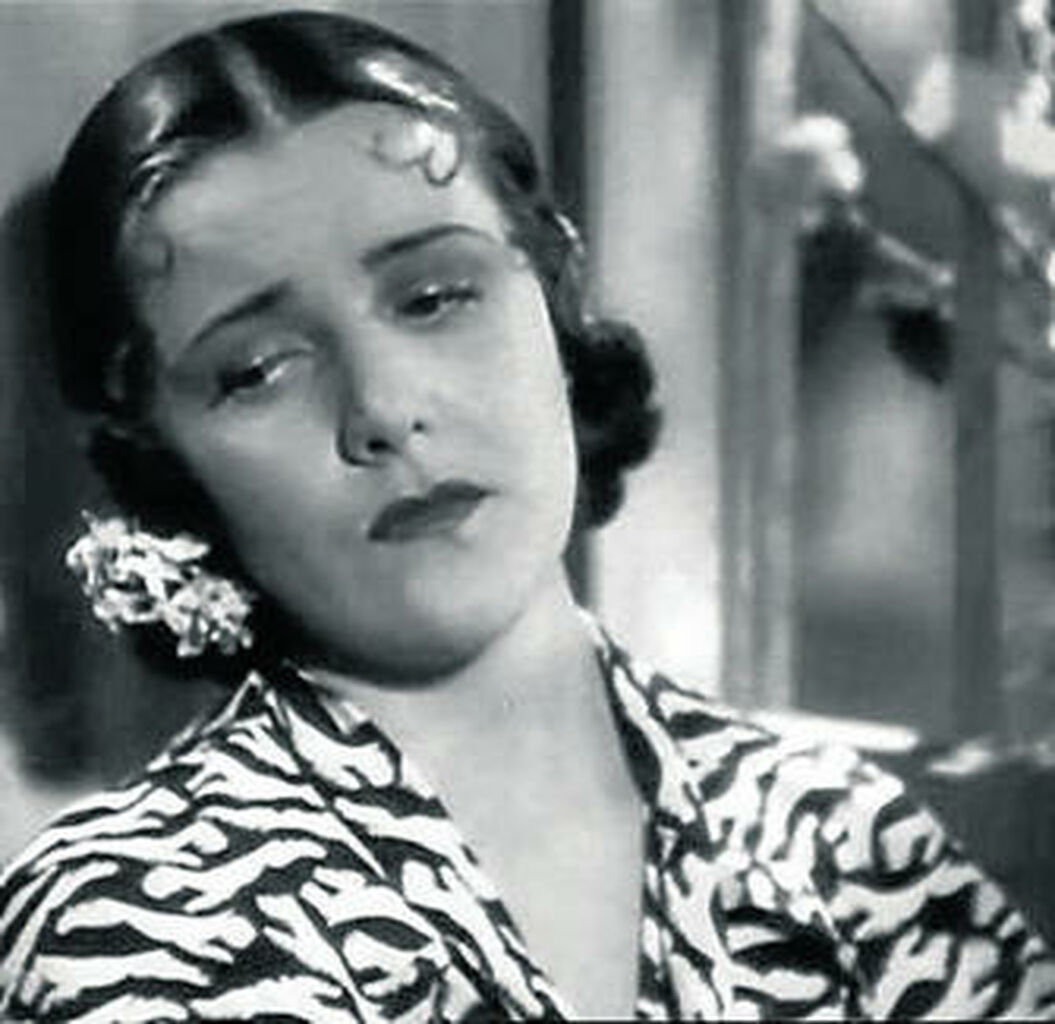
Imperio Argentina a Morena Clara

En 1917 va rebre classes de música amb la seva germana Asunción donades gratuïtament per Anna Pavlova en el Teatre Colón de Buenos Aires. Poc temps després Pavlova es dedicaria exclusivament a les alumnes avantatjades i l'educació de les principiants seria a càrrec del seu assistent, Ricardo Nemanoff. Després es dedicaria a fer concerts als cinemes dels barris portenys amb la companyia del seu pare a la guitarra. El 1922 la família sencera se'n va anar de gira pel país passant per Rosario, Córdoba, Tucumán i Mendoza. Després van realitzar gires per Xile, Bolívia i el Perú. A Lima, va conèixer la cantant Gabriela Bezansoni, els toreros Ignacio Sánchez Mejías i Juan Belmonte. En una gala benèfica va fer amistat amb el president del Perú Augusto Leguía, que la va convidar al palau presidencial.
No obstant això, el més important del seu viatge a Lima va ser conèixer el dramaturg Jacinto Benavente, que en aquell moment es trobava al Perú amb la companyia de José Bódalo i Eugenia Zuffoli, que representaven una de les seves obres. Benavente va recomanar al seu pare que viatgessin a Espanya i que la seva filla adoptés el nom artístic d'Imperio Argentina, per la combinació de les artistes Pastora Imperio i Antonia Mercè, "la Argentina".
L'agost de 1923, va arribar amb la seva família al port de Santander, seguint el consell de Benavente. Les seves primeres actuacions a Madrid van tenir lloc el 1924, tenint com a representant Juanito Carcellé. Va començar al Centro de Hijos de Madrid, que després seria conegut com a Teatro Calderón. Posteriorment Carcellé li aconseguí una audició davant José Campúa, empresari del Teatro Romea i del Circ Price, encara que no va ser escollida. Després es va traslladar a Salamanca, on va actuar al Teatro Liceo durant deu setmanes. Després d'això va tornar a Madrid, on va aconseguir una altra audició davant Campúa, i resultà elegida aquesta vegada per substituir ocasionalment a la Niña de los Peines al Teatro Romea. Posteriorment actuà al Teatre Dorado de Barcelona.
El 1927, quan ja triomfava en el teatre Romea de Madrid, va ser contractada per a protagonitzar la pel·lícula La hermana San Sulpicio. La pel·lícula estava basada en la novel·la homònima de Armando Palacio Valdés. Estava produïda per Enrique i Ricardo Núñez i dirigida per l'actor i director Florián Rey. La pel·lícula es va rodar a Madrid i Sevilla. En la cinta va actuar també la seva mare, Rosario, fent de Paca. El 1928 rodaria a Granada amb el mateix director la pel·lícula Los claveles de la Virgen. En totes dues pel·lícules, malgrat ser mudes, ella cantava de debò per ordre del director per a donar més versemblança a l'actuació.
Després d'acabar al Romea unes gales com a fi de festa, el 1928 va viatjar a Alemanya per rodar Corazones sin rumbo, cinta de la qual només es conserven uns minuts. El 1930 interpretà El profesor de mi mujer, i un any després, Cinópolis. De la cinta Su noche de bodas, dirigida per Louis Mercanton i Florián Rey, el vals "Recordar" (cantat a dúo amb Manuel Russell) va fer Imperio encara més popular. Roda després una versió espanyola de Rive Gauche, titulada Lo mejor es reír, a les ordres de sir Alexander Korda. Més tard interpretà ¿Cuándo te suicidas? i, al costat de Maurice Chevalier, el curtmetratge El cliente seductor (1931).

### Al cinema internacional amb Carlos Gardel
La seva fama d'actriu panhispánica li ve quan la companyia Paramount, des dels seus estudis parisencs, la reclama perquè protagonitzi dues pel·lícules al costat de Carlos Gardel: La casa es seria i Melodía de arrabal (ambdues el 1932). És, doncs, una de les quatre actrius que van cantar a duo amb Carlos Gardel.

### Retorn a Espanya
De tornada a Espanya, Florián Rey la requereix per a cintes de temàtica folklòrica que aconseguirien gran èxit i en les quals Imperio Argentina canta algunes de les seves més memorables creacions. Entre les quals Nobleza baturra, Morena Clara i una nova versió sonora de La Hermana San Sulpicio, totes el 1935.

### A l'Alemanya de Hitler

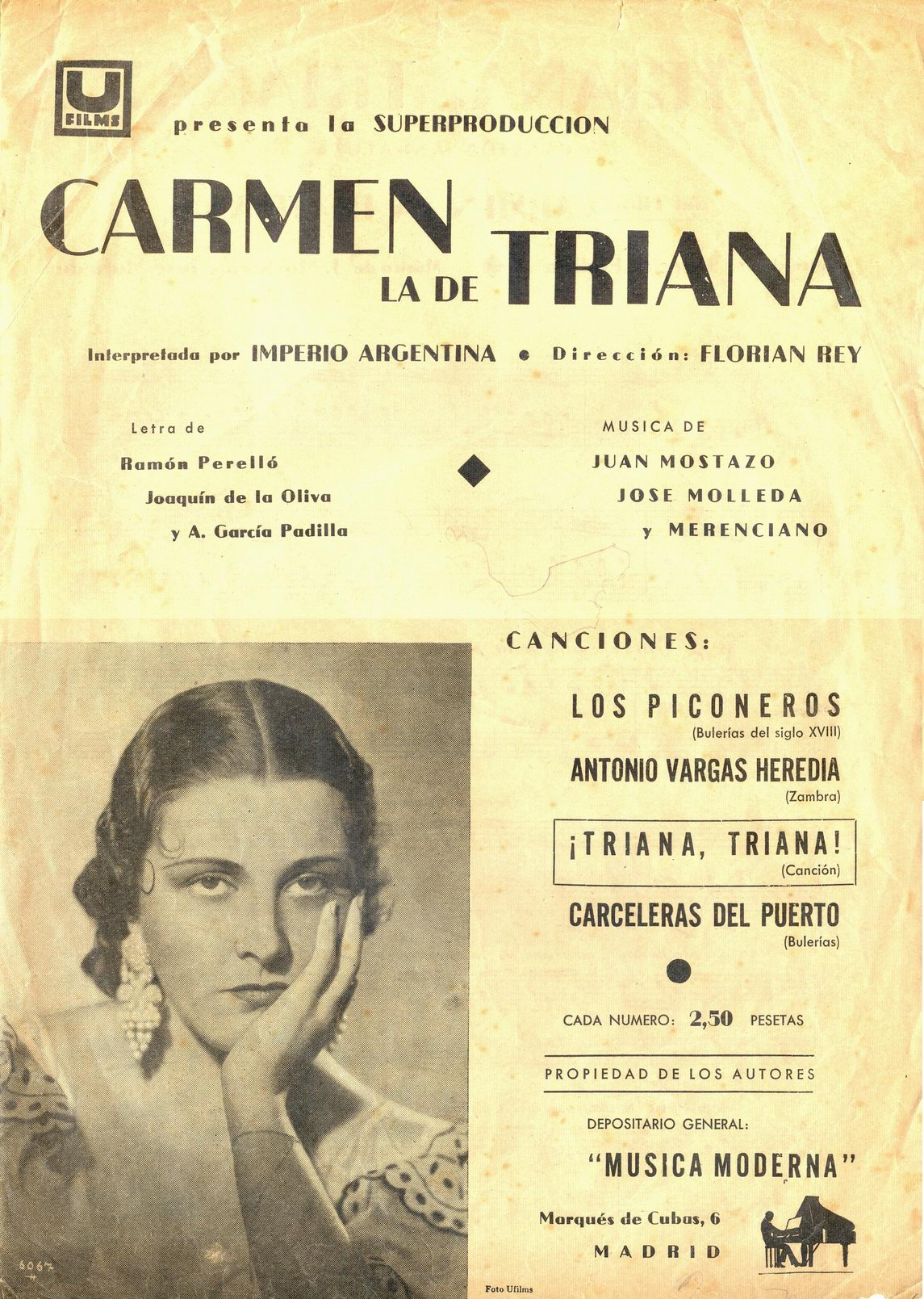
Cartell anunciador de la pel·lícula Carmen, la de Triana.

En 1937, mentre es trobava a Cuba, va ser convidada a Alemanya pel govern d'aquest país. Allí, va ser presentada a Adolf Hitler, que li va suggerir llavors que interpretés una biografia de Lola Montez, l'aventurera i ballarina irlandesa. El projecte no es va dur a terme, però Imperio sí que va rodar el 1938 una versió espanyola de la Carmen de Prosper Mérimée titulada Carmen, la de Triana i també La canción de Aixá.
S'ha criticat que Imperio Argentina acceptés la invitació de Goebbels, ministre de propaganda del III Reich, per a rodar a Alemanya. En els estudis alemanys de la UFA va coincidir amb Marlene Dietrich. Imperio també va conèixer aleshores Estrellita Castro, mentre rodava Mariquilla Terremoto. Les dues actrius hispanes abandonarien Alemanya després dels successos de la violenta «Kristallnacht» (Nit dels vidres trencats), la nit en què els comerços de jueus i els seus llocs de culte van ser arrasats per addictes al nazisme. Es conta la història, bastant novel·lesca, que l'endemà de la massacre al matí, en anar a la barreteria que la servia, Imperio va trobar el local destrossat i a dins la barretera i el marit que jeien morts, i això li va fer canviar la seva idea sobre el règim d'Hitler. Però la veritat és que Imperio Argentina mai va ocultar les seves simpaties pel corrent falangista i autoritari que marcaven la política espanyola de l'època. Entre els seus admiradors comptava amb els germans Primo de Rivera (José Antonio i Pilar), i fins i tot el mateix general Francisco Franco. Les seves simpaties pel règim de Hitler li van implicar boicots i repulses a teatres de Nova York, Buenos Aires i Ciutat de Mèxic.

### Maduresa: més cinema i espectacles musicals
El seu matrimoni (civil) amb Florián Rey va tenir una breu durada, com també el seu matrimoni religiós amb Ramón Baíllo Pérez-Cabellos, que havia heretat el títol nobiliari de comte de las Cabezuelas. La seva separació li implica la irada crítica de l'Església. De 1939 a 1941 va tenir una relació sentimental amb l'actor Rafael Rivelles. La pèrdua dels seus dos fills la va afligir per sempre.
En la dècada dels 40 Imperioi treballa amb el director Benito Perojo a les pel·lícules Goyescas, Bambú (al costat d'una joveníssima Sara Montiel), La maja de los cantares i Lo que fue de la Dolores. En la dècada dels 50 duu a terme reeixits espectacles musicals, i en la dècada dels 60 roda Con el viento solano i Ama Rosa.

### Declivi en la Transició
L'època de la Transició suposa per a Imperio Argentina la pèrdua de part de la seva popularitat, almenys com a estrella de cinema, a causa del predomini del gènere de destape i també perquè va ser ignorada com a reacció a la seva afinitat amb el règim anterior.

### Reaparició i homenatges
Després d'anys d'escassa activitat, va ser redescoberta al Festival Internacional de Cinema de Sant Sebastià i, a partir d'aquest moment, va començar per a ella una altra època daurada de treball i merescuts homenatges. Va rodar amb José Luis Borau Tata mía i amb Javier Aguirre El polizón del Ulises.
El 1992, amb 81 anys, va participar amb Juanita Reina, Rocío Jurado, Nati Mistral i María Vidal a Azabache, un gran espectacle musical sobre la història de la copla, que es va celebrar a l'Auditorio de la Cartuja (Auditorio Rocío Jurado) de Sevilla, en l'àmbit de l'Exposició Universal de Sevilla de 1992. El muntatge va ser dissenyat, escrit i dirigit per Gerardo Vera i Imperio Argentina hi representava la història de la copla i de la cançó espanyola.
L'any 1996 va ser escollida per a ser pregonera de les festes del Pilar de Saragossa, per celebrar-se en aquesta ciutat els actes del Centenari del Cinema a Espanya. L'any 2001 va publicar les seves memòries, Malena Clara, escrites pel dramaturg Pedro Víllora.
El 22 d'agost de 2003 va morir sobtadament quan era a casa d'una de les seves netes. Fou enterrada dos dies després al cementiri de Benalmádena. A Benalmàdena es va donar el seu nom al carrer on havia viscut.
El 2011, vuit anys després de la seva mort, va rebre una Estrella en el Passeig de la fama de Madrid.

## Filmografia seleccionada
- 1927: La hermana San Sulpicio (en castellà).
- 1928: Los claveles de la Virgen
- 1928: Corazones sin rumbo
- 1932: Melodía de arrabal, amb Carlos Gardel.
- 1934: La hermana San Sulpicio (nova versió).
- 1935: Nobleza baturra, de Florián Rey, amb Miguel Ligero Rodríguez i Juan de Orduña.
- 1936: Morena Clara, de Florián Rey, amb Miguel Ligero Rodríguez.
- 1938: Carmen la de Triana de Florián Rey, amb Manuel Luna on intrerpreta la copla de los Piconeros.
- 1938: Andalusische Nächte (en alemany i castellà).
- 1939: La canción de Aixa (en castellà).
- 1940: Hinter Haremsgittern (en alemany i castellà).
- 1942: Goyescas (en castellà).
- 1942: Tosca (en italià).
- 1946: La maja de los cantares, de Benito Perojo.
- 1947: La copla de la Dolores, de Benito Perojo.
- 1951: Café cantante, d'Antonio Momplet.
- 1960: Ama Rosa de León Klimovsky.
- 1966: Con el viento solano, de Mario Camus.
- 1986: Tata mía (en castellà), de José Luis Borau.
- 1987: El polizón del Ulises, de Javier Aguirre.